# ماساتو كودو
ماساتو كودو (باليابانية: 工藤 壮人) (6 مايو 1990 - 21 أكتوبر 2022)، هو لاعب كرة قدم ياباني لعب لصالح فانكوفر وايتكابس في الدوري الأمريكي لكرة القدم. كما لعب مع منتخب اليابان لكرة القدم منذ عام 2013.

## وصلات خارجية
- ماساتو كودو على موقع الاتحاد الدولي (مؤرشف)  (الإنجليزية)
- ماساتو كودو على موقع رابطة كرة القدم اليابانية للمحترفين (اليابانية)
- ماساتو كودو على موقع الدوري الأمريكي (الإنجليزية)
- ماساتو كودو على موقع قاعدة بيانات كرة القدم.إي يو (الإنجليزية)
- ماساتو كودو على موقع ناشيونال فوتبول تيمز (الإنجليزية)
- ماساتو كودو على موقع Soccerbase.com (لاعب) (الإنجليزية)
- ماساتو كودو على موقع Soccerway.com (الإنجليزية)
- ماساتو كودو على موقع عالم كرة القدم.نت (الإنجليزية)
- ماساتو كودو على موقع كووورة
- ماساتو كودو على موقع AS.com (الإسبانية)